# پامپ
پامپ (انگلیسی: PAMP)  شرکت فلزات سوئیسی است، که در سال ۱۹۷۷ تأسیس شد.